# Bexelius
Släkten Bexelius härstammar från Innanbäcken i Nederkalix socken, Norrbotten. Förste bäraren av namnet var Anders Bæckzelius (1732–1789) som var lärare i Piteå och gift med Magdalena Læstadia. Hans far var nämndemannen Anders Andersson, farfar nämndemannen Anders Nilsson (dödad av ryssarna 1712) och morfar sergeanten Bäck i Nederkalix.
År 1944 bildades en släktförening för denna släkt.

## Kända medlemmar

### Alfabetiskt ordnade
- Alfred Bexelius (1903–1985), justitieombudsman
- Anton Bexelius (1826–1891), grosshandlare
- Björn Bexelius (1941–1997), teaterman, gift med Kerstin Meyer, operasångare
- Carl Bexelius (född 1973), Jurist, rättschef på migrationsverkets
- David Bexelius (född 1978), TV-programledare, producent och redaktör
- Ernst Bexelius (1900–1980), jurist och ämbetsman
- Henrik Bexelius (1827–1910), mejerist och riksdagsman
- John Bexelius (1861–1933), läkare
- Per O. Bexelius (1903–1967), ingenjör

### Stamtavla
Stamfader Anders Bæckzelius (1732–1789), lärare
- Johan Bexelius (1782–1840), komminister
  - Anton Bexelius (1826–1891), grosshandlare
    - John Bexelius (1861–1933), läkare
      - Per O. Bexelius (1903–1967), ingenjör

    - Anton Bexelius (1863–1938), grosshandlare
      - Ernst Bexelius (1900–1980), jurist och ämbetsman
      - Alfred Bexelius (1903–1985), justitieombudsman

  - Henrik Bexelius (1827–1910), mejerist och riksdagsman
    - Henny Bexelius (1856–1932), gift med Arvid Högbom, geolog
      - Ivar Högbom (1892–1962), geolog

    - Almar Bexelius (1868–1937), rektor
      - Gunnar Bexelius (1903–1990), läkare
        - Björn Bexelius (1941–1997), teaterman, gift med Kerstin Meyer, operasångare

Saknas i stamträdet: David Bexelius